# Bertil Pettersson (företagare)
Oskar Bertil Pettersson. född 7 mars 1928 i Raus församling, Helsingborg, död 17 februari 2015 på samma plats, var en svensk företagare, känd  inom den alternativa hälsobranschen, tidigare verksam som plåtslagare. Pettersson är mest känd som utvecklare och försäljare av vattenvirvlare, som påstås ge vatten hälsobringande egenskaper genom att leda rinnande vatten i en virvlande rörelse. Några objektivt påvisbara effekter finns dock inte, varför förfarandet är pseudovetenskapligt.

## Biografi
Pettersson var ursprungligen verksam som plåtslagare i Helsingborg men flyttade på 1980-talet till Örkelljunga, där han drev verksamhet under firmanamnet ”Bertil Pettersson Plus & Minus”. Då han 2015 vid 86 års ålder avled, var han åter bosatt i Helsingborg.
Pettersson var självlärd och saknade grundläggande utbildning i fysik och kemi. Han kom till sina uppfattningar om vattenvirvling efter att först ha undersökt vad han menade var verksamma homeopatiska preparat med slagruta och sedan påvisat samma positivt tolkade slagruteutslag för virvlat vatten.
En grundtanke i Petterssons åskådning är att samhällets elektrifiering skapar ”eltäta” miljöer som efter några decenniers exponering skadar hälsan, och att hans produkter som vatten‑ och luftvirvlare kan motverka de skadliga effekterna av att vistas nära de energiströmmar som elektrifieringen ger upphov till. Petterssons åsikter uppges vara en oberoende utveckling av idéer, som tidigare framförts av österriukaren Viktor Schauberger.
Professor Ulf Ellervik har kritiserat att tillverkarna av vattenvirvlaren menar att slagruta behöver användas för att mäta en eventuell nyttig effekt av vattenvirvlaren, då detta gör hypotesen att vattenvirvlarna förbättrar vatten ofalsifierbar, eftersom slagruta inte ger vetenskapligt godtagbara utslag.
Petterson uppmärksammades efter att riksdagen 2001 hade installerat vattenvirvlare i en av sina byggnader, Ledamotshuset, vilket kritiserades av Dagens Nyheter på ledarplats. Vattenvirvlarna fick sitta kvar eftersom de inte var skadliga. Petterssons företag Plus & Minus använde försäljningen i sin marknadsföring, och ett vårdområde inom Helsingborgs kommun uppmärksammades senare för att ledningen köpt vattenvirvlare för vårdhem och plattor för mobiltelefoner som behandlats med virvlat vatten och påstods avskärma farlig strålning. Riksdagen förbjöd Plus & Minus att använda Riksdagens inköp i företagets reklam.
En okritisk biografi om Bertil Pettersson bedömdes av Dagens Nyheters recensent som ett dokument om en pseudovetenskaplig världsbild.
Docent Hanno Essén beskrev i tidskriften Folkvett boken som en ”värdefull insikt i en tankevärld” där några vetenskapliga begrepp figurerar, men där andra begrepp som objektivitet, falsifierbarhet och statistisk signifikans saknades, vilket gör Petterssons verksamhet pseudovetenskaplig. Han  påvisade att Petterssons produkter inte har några av de påstådda effekterna.
Bertil Pettersson är gravsatt i en familjegrav på Råå kyrkogård, Helsingborg.